# Talissieu
Talissieu és un municipi francès situat al departament de l'Ain i a la regió d'Alvèrnia-Roine-Alps. L'any 2007 tenia 466 habitants.

## Demografia

### Població
El 2007 la població de fet de Talissieu era de 466 persones. Hi havia 161 famílies de les quals 55 eren unipersonals (30 homes vivint sols i 25 dones vivint soles), 51 parelles sense fills, 42 parelles amb fills i 13 famílies monoparentals amb fills.
La població ha evolucionat segons el següent gràfic:
Habitants censats

### Habitatges
El 2007 hi havia 235 habitatges, 175 eren l'habitatge principal de la família, 34 eren segones residències i 26 estaven desocupats. 215 eren cases i 17 eren apartaments. Dels 175 habitatges principals, 126 estaven ocupats pels seus propietaris, 46 estaven llogats i ocupats pels llogaters i 3 estaven cedits a títol gratuït; 1 tenia una cambra, 9 en tenien dues, 25 en tenien tres, 52 en tenien quatre i 88 en tenien cinc o més. 135 habitatges disposaven pel capbaix d'una plaça de pàrquing. A 76 habitatges hi havia un automòbil i a 81 n'hi havia dos o més.

### Piràmide de població
La piràmide de població per edats i sexe el 2009 era:
| Homes | Edats   | Dones |
| ----- | ------- | ----- |
| 0     | 95 o +  | 0     |
| 4     | 90 a 94 | 16    |
| 8     | 85 a 89 | 0     |
| 0     | 80 a 84 | 0     |
| 4     | 75 a 79 | 16    |
| 16    | 70 a 74 | 8     |
| 16    | 65 a 69 | 8     |
| 16    | 60 a 64 | 20    |
| 12    | 55 a 59 | 12    |
| 20    | 50 a 54 | 0     |
| 8     | 45 a 49 | 24    |
| 20    | 40 a 44 | 4     |
| 16    | 35 a 39 | 12    |
| 20    | 30 a 34 | 32    |
| 12    | 25 a 29 | 16    |
| 16    | 20 a 24 | 4     |
| 0     | 15 a 19 | 12    |
| 4     | 10 a 14 | 12    |
| 8     | 5 a 9   | 8     |
| 4     | 0 a 4   | 12    |

## Economia
El 2007 la població en edat de treballar era de 288 persones, 204 eren actives i 84 eren inactives. De les 204 persones actives 190 estaven ocupades (96 homes i 94 dones) i 14 estaven aturades (5 homes i 9 dones). De les 84 persones inactives 19 estaven jubilades, 16 estaven estudiant i 49 estaven classificades com a «altres inactius».

### Ingressos
El 2009 a Talissieu hi havia 195 unitats fiscals que integraven 387 persones, la mediana anual d'ingressos fiscals per persona era de 19.015 €.

### Activitats econòmiques
Dels 13 establiments que hi havia el 2007, 4 eren d'empreses de construcció, 2 d'empreses de comerç i reparació d'automòbils, 1 d'una empresa de transport, 1 d'una empresa d'hostatgeria i restauració, 1 d'una empresa immobiliària, 2 d'empreses de serveis i 2 d'entitats de l'administració pública.
Dels 4 establiments de servei als particulars que hi havia el 2009, 1 era un paleta, 1 guixaire pintor, 1 electricista i 1 restaurant.

## Equipaments sanitaris i escolars
El 2009 hi havia una escola elemental.

## Poblacions més properes
El següent diagrama mostra les poblacions més properes.